# Шахматы вслепую
Игра вслепую — способ игры в шахматы, при котором один или оба соперника объявляют свои ходы устно, не глядя на доску, по памяти. Если вслепую играют оба, то в игре участвует посредник, который перемещает фигуры на доске или записывает ходы.

## Примеры
- VIII век Саид Бен Джубейр — первое свидетельство об игре в шахматы не глядя. Саид Бен Джубейр известен историкам как участник восстания против халифа Абд-аль-Малика. Восстание потерпело неудачу, а Саид Бен Джубейр был казнен в 714 году[2].
- XIV—XV веков — Али аш-Шатранджи мог одновременно играть четыре партии не глядя[3].
- Во II половине XVI века итальянский шахматист Паоло Бои играет не глядя на доску.
- XVIII век Филидор даёт сеанс одновременной игры не глядя на трёх досках[4] (об этом как о сенсации сообщили во французской «Энциклопедии» Дени Дидро и д’Аламбер, 1757).
- В 1858 году Пол Морфи вслепую одновременно играл с 8 сильнейшими шахматистами Парижа (+6-1=1), позже увеличил своё достижение до 10 досок.
- 1859 год Луи (Герман Людвиг) Паульсен — 15 партий
- Чигорин — русский шахматист — в 1889 году в Нью-Йорке дал сеанс вслепую на 8 досках против весьма сильных шахматистов (в том числе англ. мастера Г. Берда) с результатом +5-1=2.
- Иоганн Цукерторт и Джозеф Блэкберн давали сеансы вслепую против 16 игроков.
- В 1902 году в Москве Гарри Пильсбери одновременно играл на 22 досках (19:3; одно поражение и 17 побед). Всего дал 150 сеансов.
- Н. Ф. Острогорский (по другим данным — Владимир) — русский шахматист — в 1904 дал в Москве сеанс вслепую на 23 досках.
- Рихард Рети в 1919 году дал сеанс вслепую на 24 досках, в 1925 году — уже на 29 досках.
- Д. Брейер — венгерский мастер — дал сеанс одновременной игры на 25 досках.
- Алехин, Александр Александрович сыграл сеанс вслепую в Чикаго на 32 досках 16 июля 1934 года, выиграв 19 партий и проиграв 4 при 9 ничьих.

Посредством шахмат я воспитал свой характер. Шахматы, прежде всего, учат быть объективным. В шахматах можно сделаться большим мастером, лишь осознав свои ошибки и недостатки. Совершенно так же, как и в жизни.— Александр Алехин

Мне думается, что весь секрет заключается в прирождённой остроте памяти, которую соответствующим образом развивают основательное знание шахматной доски и глубокое проникновение в сущность шахматной игры.— Александр Алехин

По-видимому, Алехин обладает самой замечательной шахматной памятью, которая когда-либо существовала.— Хосе Капабланка
- В 1947 году Мигель Найдорф давал сеанс вслепую в Сан-Паулу на 45 досках (39 побед, 2 поражения, 4 ничьи).
- Янош Флеш — венгерский мастер (27 лет) — в 1960 году в Будапеште дал сеанс вслепую на 52 досках (31 победа, 18 ничьих и 3 поражения).
- Джордж Колтановский — дал ряд рекордных сеансов вслепую: в 1932 году — на 30 досках (+20-0=10), в 1937 году — на 34 досках (+24-0=10), а 4 декабря 1960 года в Сан-Франциско — 56 партий (+50-6) — однако эти партии проводились последовательно, а не одновременно.
- Михаил Таль в документальном фильме «Семь шагов за горизонт» (1968) дал сеанс одновременной игры вслепую на 10 партий, 4 из которых выиграл, а 6 были ничейными.
- Лео Уильямс — канадский мастер — в 1986 году дал сеанс на 27 досках. Сеанс стал рекордом Канады.[8]
- Тимур Гареев — американский гроссмейстер татарского[9] происхождения — в 2016 году дал сеанс вслепую на 48 досках. Сеанс попал в книгу рекордов Гиннесса.[10]

Помимо сеансов, иногда устраиваются «матчи вслепую» — например в 1892 году Эм. Ласкер — У. Краузе-Поллок и в 2009 году В. Топалов — Ю. Полгар.
Также практикуются «турниры вслепую». Первый из таких турниров прошёл в Праге в 1874 году. Победу в нём одержал чешский проблемист Ян Добруский (13,5 очков из 14). С 1992 до 2011 года ежегодно в Монте-Карло (несколько турниров было проведено в Ницце) проводился турнир «Амбер», в котором принимали участие игроки мировой элиты. Турнир представлял собой двоеборье: игра вслепую и быстрые шахматы. Больше всех этот турнир выигрывал Владимир Крамник — 6 раз, при этом дисциплину «вслепую» он выиграл 9 раз.
Сеансы на публику отличаются от игры с равным соперником. Чаще всего появляются «зевки», связанные с тем, что шахматист концентрируется на какой-то части доски, где происходит самое главное, и упускает остальное (так называемый «туннельный эффект»).
В настоящее время[когда?] признано, что почти любой мастер может играть по крайней мере одну игру с завязанными глазами.